# HMS Hazard
El HMS Hazard fue un cañonero torpedero de la clase Dryad de la Marina Real Británica. Fue botado en 1894 y en 1901 se convirtió en el primer buque almacén de submarinos del mundo. Colisionó contra el submarino A3 el 2 de febrero de 1912, matando a 14 hombres, y se hundió al chocar con el SS Western Australia el 28 de enero de 1918.

## Colisión contra el submarino A3

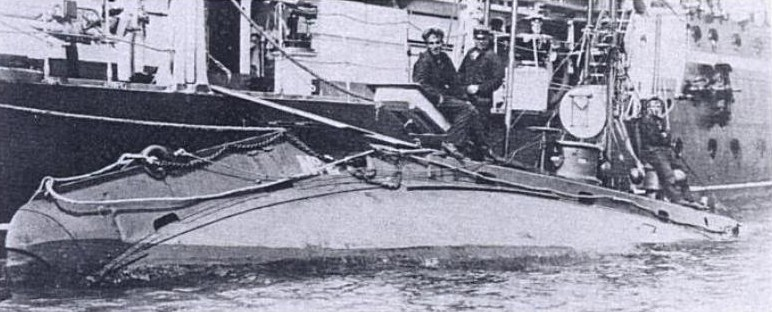
Submarino HMS Holland 2 junto al Hazard

El 2 de febrero de 1912, el Hazard, al mando del teniente Charles J. C. Little, colisionó con el submarino A3. El submarino estaba en el proceso de emerger a la superficie durante los ejercicios militares cuando fue golpeado; el submarino se hundió con la pérdida de los 14 miembros del personal a bordo.

## Hundimiento

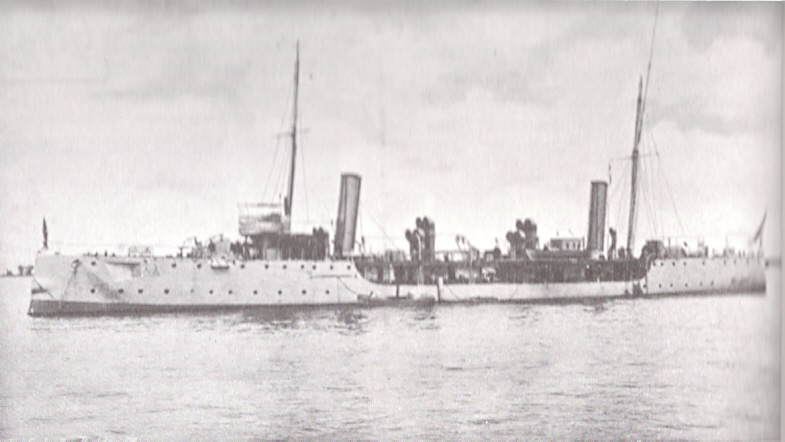
Hazard

El 28 de enero de 1918, durante la Primera Guerra Mundial, el buque hospital SS Western Australia partió en dos al Hazard en medio de una espesa niebla en el Solent oriental, aproximadamente a media milla (0,80 km) al este de la boya Warner, y se hundió con la pérdida de cuatro tripulantes.
El pecio del naufragio se encuentra boca abajo partido en dos partes a 30 m (98 pies) de profundidad; faltan varias partes que han sido rescatadas. La ubicación del naufragio en un canal de navegación muy transitado, junto con la escasa visibilidad, lo convierten en un objetivo poco popular para los buceadores.